# Міський стадіон (Вроцлав)
Міський стадіон (пол. Stadion Miejski) — футбольний стадіон у м. Вроцлав, Польща, домашня арена місцевого клубу «Шльонськ». На стадіоні відбувались матчі групового етапу Чемпіонату Європи з футболу 2012 року.

## Проєктування

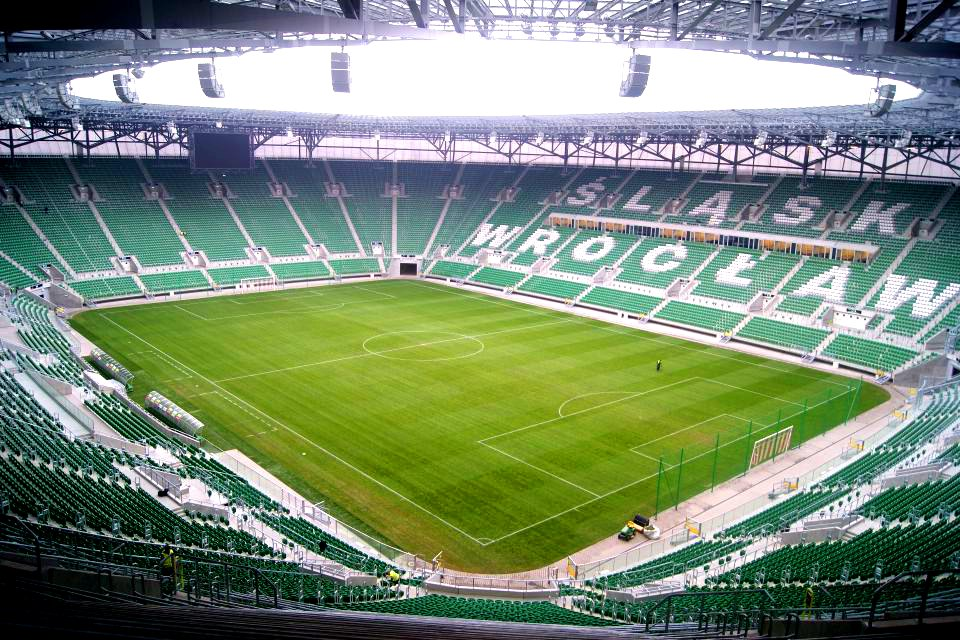
Трибуни стадіону

Проєкт стадіону був обраний на конкурсі, організованому міською владою Вроцлава у жовтні 2007 року. Комісія, в яку входило кільканадцять членів, обрала з запропонованих проєктів польських та закордонних учасників концепцію, розроблену польським товариством J.S.K. Architekci Sp. z o.o.
Характерним елементом конструкції стадіону є його фасад, побудований з напівпрозорої сітки, виконаної зі скловолокна, покритого тефлоном. Дах стадіону частково засклений, завдяки чому збільшена кількість природного світла, що потрапляє на поле; причому південна сторона засклена на більшу площу, ніж північна.
Збудована широка платформа (еспланада), площею 52 753 м², що примикає до стадіону з півдня, з боку вул.Льотничої, та з півночі, від вул.Кролєвської. Загалом стадіон займає площу 11 га з 21 га площі району вроцлавських Пільжиць. Під платформою знаходяться місця для парковки і технічні приміщення. Платформа піднята від рівня землі до першого рівня стадіону на висоту 5,44 м. Тут розташовані входи для окремих секторів. Від рівня землі до верхньої частини даху стадіону має висоту 39,33 м. Конструкція стадіону складається з 4 будівель, які з'єднані двома рівнями (першим і четвертим). Трибуни є однорівневими, по 56 рядів місць. Біля стадіону розташований 4-рівневий паркінг для автомобілів.
На стадіоні є два телеекрани, розмірами 12,8 x 7,68 м (площею 98,3 м²).

## Місткість
Всі місця на стадіоні сидячі, пронумеровані і накриті. Місткість стадіону становить 45 105 місць.
Багатофункціональні засклені ложі розташовані у східній та західній трибунах стадіону. З кожної ложі є вихід на терасу, шириною близько 2,5 м з видом на поле. В залежності від типу, у ложі можуть перебувати до 13 або 26 чоловік. Для кожної ложі на стадіоні закріплені VIP-місця на трибунах в безпосередній близькості від тераси.
На стадіоні також є 102 місць для неповносправних людей, і ще 102 — для супроводжуючих осіб. У ресторанах на стадіоні є спеціальні, більш низькі стільниці для людей в інвалідних колясках. Крім того, є 50 місць для людей, які мають проблеми із зором. Для людей з вадами слуху наявні також навушники з професійним коментарем.
Сектор вболівальників-фанатів команди гостей розташований в південно-східній трибуні, позначений як X і має вміщує 3439 місць.
Стадіон відповідає усім вимогам найвищої, четвертої категорії УЄФА.
Виробником всіх сидінь є польський бренд «Forum Seating», що належить компанії з Кросно «Grupa Nowy Styl».

## Розташуння
Стадіон розташований на відстані:
- від головного залізничного вокзалу: 8 км
- від аеропорту: 5 км
- від центру міста: 7 км
- від найближчого готелю: 300 м

## Важливі дати

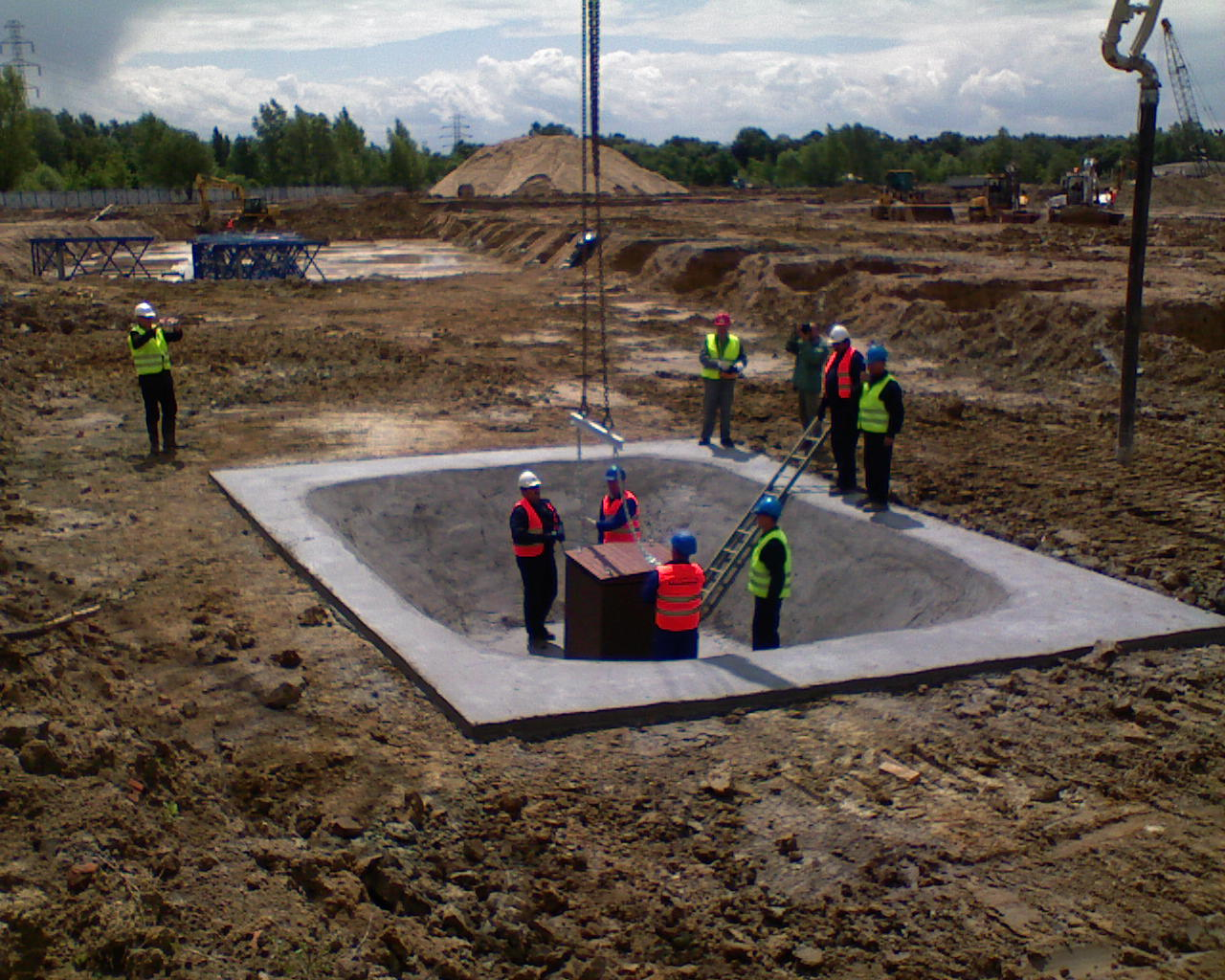
Укладання фундаменту

- 2007 рік
  - 20 жовтня – оголошено конкурс на розробку концепції стадіону.
- 2008 рік
  - 18 серпня – прийнято рішення про виділення земельної ділянки під будівництво.
  - 12 вересня – на ділянці розпочалися підготовчі роботи.
  - 19 вересня – затверджено проєкт будівництва та надано дозвіл на будівництво.
  - 19 грудня – відкрито тендер для вибору генерального підрядника будівництва. Подано 3 заявки: 
    - «Mostostal Warszawa S.A.», Польща; «J&P Avax S.A.», Греція; «Wrocławskie Przedsiębiorstwo Budownictwa Przemysłowego nr 2 „Wrobis" S.A.», Польща; «Modern Construction Design Sp. z o.o.», Польща.
    - Alpine Bau Deutschland AG, Niemcy; Alpine BAU GmbH, Austria; Alpine Construction Polska Sp. z o.o., Polska; Hydrobudowa Polska S.A., Polska; PBG S.A., Polska.
    - «Max Bögl Polska Sp. z o.o.», Польща; «Max Bögl Bauunternehmung GmbH & Co.KG», Німеччина; «Budimex Dromex S.A.», Польща.

  - 23 грудня – підписано акт виконаних робіт по підготовці земельної ділянки, яку виконав консорціум фірм «Wakoz Sp. z o.o.» та «Energopol Szczecin S.A.»

- 2009 рік
  - 20 січня – оголошено результати тендеру на вибір генерального підрядника. Переможцем став консорціум з фірмою «Mostostal Warszawa S.A.» на чолі.
  - 14 квітня –  підписано контракт з переможцем тендеру і почато будівництво.
  - 5 червня –  був закладений «наріжний камінь».
  - 30 грудня –  у зв'язку з більш ніж 4-місячною затримкою з графіком будівництва, у міська влада розірвала контракт з консорціумом.
- 2010 рік
  - 16 січня –  компанія «Wrocław 2012» підписала договір з фірмою Max Bögl на "продовження будівництва нового стадіону у Вроцлаві з реалізацією проєкту". Компанія зобов'язалась закінчити будівництво стадіону до 30 червня 2011 за суму 655 млн злотих. Новий підрядник був обраний шляхом процедури закупівель.
  - 8 лютого – підписано договір з оператором стадіону, фірмою «SMG», яка буде доглядати та управляти стадіоном впродовж 12 років.
  - 9 червня – розпочато монтаж ригелів під трибуни.
  - 7 жовтня – розпочато монтаж стальних конструкцій даху.
  - 21 жовтня – закінчено монтаж підтрибунних ригелів.
  - 17 листопада – підписано перший договір на оренду офісних приміщень стадіону. Орендарем стало Нижньосілезьке відділення Польського футбольного союзу.
  - 23 грудня – закінчено будівництво залізобетонних конструкцій стадіону.
- 2011 рік
  - 29 січня – змонтовано першу секцію мембрани фасаду стадіону.
  - 12 серпня – подано заяву про дозвіл на використання об'єкта.
  - 1 вересня – будівництво стадіону формально завершене.
  - 8 вересня – стадіон введено в експлуатацію
  - 10 вересня – перша подія на стадіоні — боксерський поєдинок за звання чемпіона світу WBC в суперважкій вазі між українцем Віталієм Кличко та поляком Томашом Адамеком.
  - 17 вересня – концерт  Джордж Майкла за участю симфонічного оркестру Вроцлавської філармонії.
  - 10 жовтня – вроцлавська футбольна команда «Шльонськ» підписала 5-річну угоду на користування стадіоном.
  - 28 жовтня – перший футбольний матч - поєдинок «Екстракляси» між «Шльонськом» та «Лехією» з Гданська.
  - 11 листопада – перший матч збірної: Польща —Італія.
- 2012 рік
  - 26 квітня – видано безтерміновий дозвіл на експлуатацію стадіону.
  - 7 липня – концерт групи Queen з Адамом Ламбертом.
- 2014 рік
  - 5 червня – концерт групи Linkin Park

## Матчі Євро-2012
| Nr | Тип матчу       | Дата гри       | Команда 1 | Рахунок | Команда 2 | Голи                                                                                  | Суддя         | Відвідуваність |
| -- | --------------- | -------------- | --------- | ------- | --------- | ------------------------------------------------------------------------------------- | ------------- | -------------- |
| 1  | ЧЄ 2012 Група А | 8 червня 2012  | Росія     | 4:1     | Чехія     | Алан Дзагоєв (15, 79), Роман Широков (24), Роман Павлюченко (82) - Вацлав Піларж (52) | Говард Вебб   | 41 000         |
| 2  | ЧЄ 2012 Група А | 12 червня 2012 | Греція    | 1:2     | Чехія     | Теофаніс Гекас (53) - Петр Їрачек (3), Вацлав Піларж (6)                              | Стефан Ланнуа | 41 105         |
| 3  | ЧЄ 2012 Група А | 16 червня 2012 | Чехія     | 1:0     | Польща    | Петр Їрачек (72)                                                                      | Крейг Томсон  | 41 480         |